# Retorn al futur 3
Retorn al futur 3 (títol original en anglès: Back to the Future Part III) és una pel·lícula estatunidenca de ciència-ficció de 1990, la tercera part de la trilogia Retorn al futur. L'entrega, dirigida de nou per Robert Zemeckis i interpretada per Michael J. Fox, Christopher Lloyd i la guanyadora d'un Oscar Mary Steenburgen va ser filmada conjuntament amb la seva predecessora Retorn al futur 2 i estrenada sis mesos després. L'argument segueix el de la segona entrega, on en Marty McFly (Fox) descobreix que el seu company d'aventures Doc (Lloyd), atrapat a 1885 a causa d'un accident amb la màquina del temps, va ser assassinat per un avantpassat de Biff Tannen (Wilson). Ha estat doblada en català.

## Argument
Després de l'accident que va patir el doctor Brown, Marty McFly decideix rescatar al seu amic en el passat el 1885, amb l'ajuda de l'Emmett Brown de 1955, el qual se sorprèn molt de veure a Marty quan acabava d'anar-se'n i acaba desmaiant-se de la impressió. L'endemà, el Doc de la dècada de 1950 es desperta i Marty li explica el que ha passat, però només creu la seva història quan veu la carta escrita pel seu altre jo el 1885, dirigida a Marty. L'única esperança que li queda a Marty de rescatar a Doc i tornar a veure als seus és trobar la màquina del temps. El Doc, en anar al passat, va deixar el DeLorean en una mina abandonada i va estar allí durant 70 anys. Marty i Emmett troben la màquina, però al costat de la mina estava l'oblidat cementiri de Hill Valley del segle xix, en el qual descobreixen la tomba del Doc de 1885 enterrat 70 anys enrere. Segons la làpida, el Doc va morir només una setmana després d'haver-li enviat la carta a Marty. Indaguen i descobreixen que havia estat assassinat per Buford "Mad Dog" Tannen, el famós lladre de bancs de l'oest, a causa d'un problema que Doc tenia amb ell, per un servei mal prestat de 80 dòlars (75 pel cavall que Tannen va sacrificar en caure per culpa d'una ferradura suposadament mal posada i 5 per una ampolla de whisky que se li va trencar en caure del cavall). En descobrir-ho, Marty decideix anar al passat per trobar Doc i tornar a 1985.

## Repartiment
- Michael J. Fox: Marty McFly
- Christopher Lloyd: Dr. Emmett "Doc" Brown
- Mary Steenburgen: Clara Clayton
- Thomas F. Wilson: Biff Tannen i Bufod Tannen
- Lea Thompson: Lorraine i Maggie McFly
- James Tolkan: Marshall Strickland
- Elisabeth Shue: Jennifer Parker
- Jeffrey Weissman: George McFly
- Flea: Douglas J. Needles